# Hypnum fragile
Hypnum fragile là một loài Rêu trong họ Hypnaceae. Loài này được (Wilson) Müll. Hal. mô tả khoa học đầu tiên năm 1851.